# Modliborzyce (gmina)
Pour les articles homonymes, voir Modliborzyce.
Modliborzyce est une gmina mixte (gmina miejsko-wiejska) du powiat de Janów Lubelski, dans la Voïvodie de Lublin, dans l'est de la Pologne.
Son siège administratif (chef-lieu) est la ville de Modliborzyce, qui se situe environ 8 kilomètres au nord-ouest de Janów Lubelski (siège du powiat) et 58 kilomètres au sud de la capitale régionale Lublin (capitale de la voïvodie).
La gmina couvre une superficie de 153,15 km2 pour une population de 7 239 habitants en 2006.

## Histoire
De 1975 à 1998, la gmina est attachée administrativement à la voïvodie de Tarnobrzeg.

Depuis 1999, elle fait partie de la voïvodie de Lublin.

## Géographie
Outre la ville de Modliborzyce, la gmina inclut les villages et localités de :

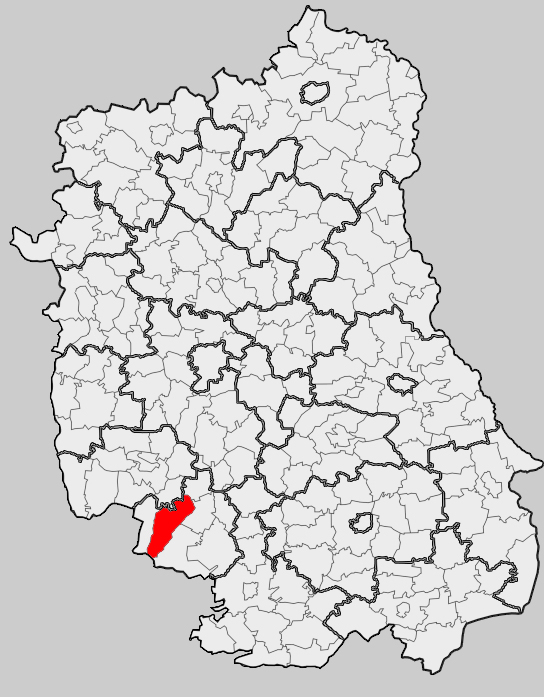
Position de la gmina dans la voïvodie

- Antolin
- Bilsko
- Brzeziny
- Ciechocin
- Dąbie
- Felinów
- Gwizdów
- Kalenne
- Kolonia Zamek
- Lute
- Majdan
- Michałówka
- Pasieka
- Słupie
- Stojeszyn Drugi
- Stojeszyn Pierwszy
- Stojeszyn-Kolonia
- Świnki
- Węgliska
- Wierzchowiska Drugie
- Wierzchowiska Pierwsze
- Wolica Druga
- Wolica Pierwsza
- Zarajec

### Gminy voisines
La gmina de Modliborzyce est voisine des gminy suivantes :
- Batorz
- Godziszów
- Janów Lubelski
- Potok Wielki
- Pysznica
- Szastarka

## Structure du terrain
D'après les données de 2002, la superficie de la commune de Modliborzyce est de 153,15 kilomètres carrés, répartis comme telle :
- terres agricoles : 55%
- forêts : 36%

La commune représente 17,5% de la superficie du powiat.

## Démographie
Données du 30 juin 2014 :
| Description | Total  | Total | Femmes | Femmes | Hommes | Hommes |
| ----------- | ------ | ----- | ------ | ------ | ------ | ------ |
| Unité       | Nombre | %     | Nombre | %      | Nombre | %      |
| Population  | 7 115  | 100   | 3 584  | 50,37  | 3 531  | 49,63  |
| Urbain      | 1 427  | 20,06 | 742    | 10,43  | 685    | 9,63   |
| Rural       | 5 688  | 79,94 | 2 842  | 39,94  | 2 846  | 40,00  |